# La Vanguardia
La Vanguardia (Nederlands: De Avant-Garde) is een Spaans dagblad dat zetelt in Barcelona en uitgegeven wordt door de Grupo Godó. La Vanguardia is een van de oudste Spaanstalige kranten. Het is qua oplage de op drie na grootste krant van Spanje, eerste van Catalonië en tevens het belangrijkste dagblad dat buiten de hoofdstad Madrid gemaakt wordt. Over het algemeen wordt aangenomen dat de krant van centrumrechtse, liberale en regionalistische signatuur is. La Vanguardia verschijnt in het Spaans en sinds 3 mei 2011, ter gelegenheid van haar 130e verjaardag, ook dagelijks in het Catalaans. 

## Geschiedenis

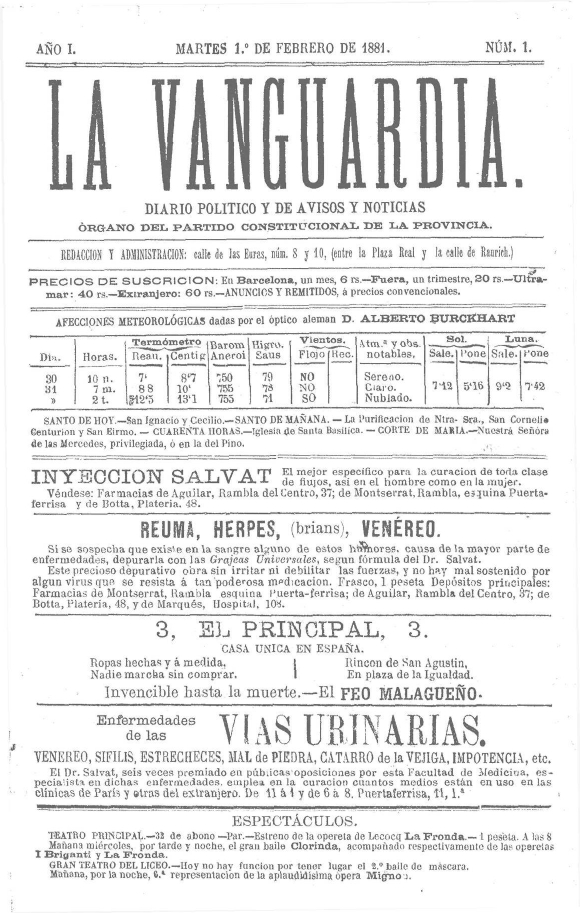
Eerste editie van de krant

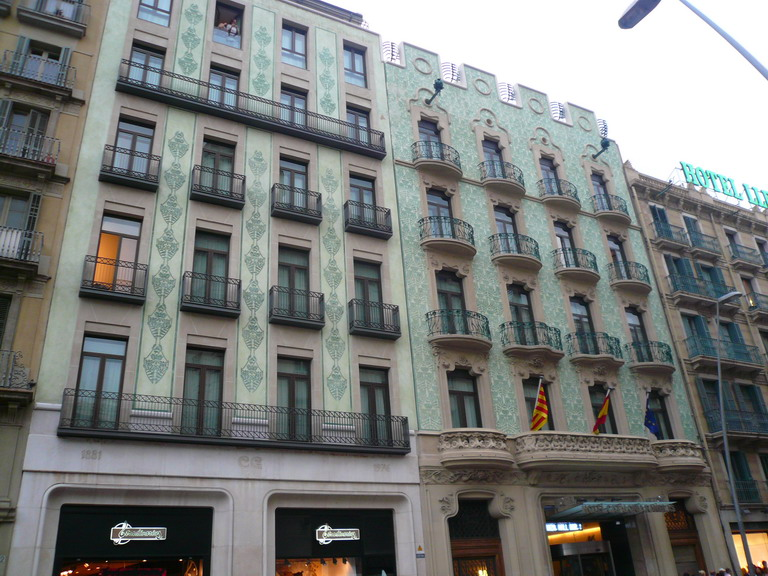
Het emblematische kantoor aan Carrer de Pelai

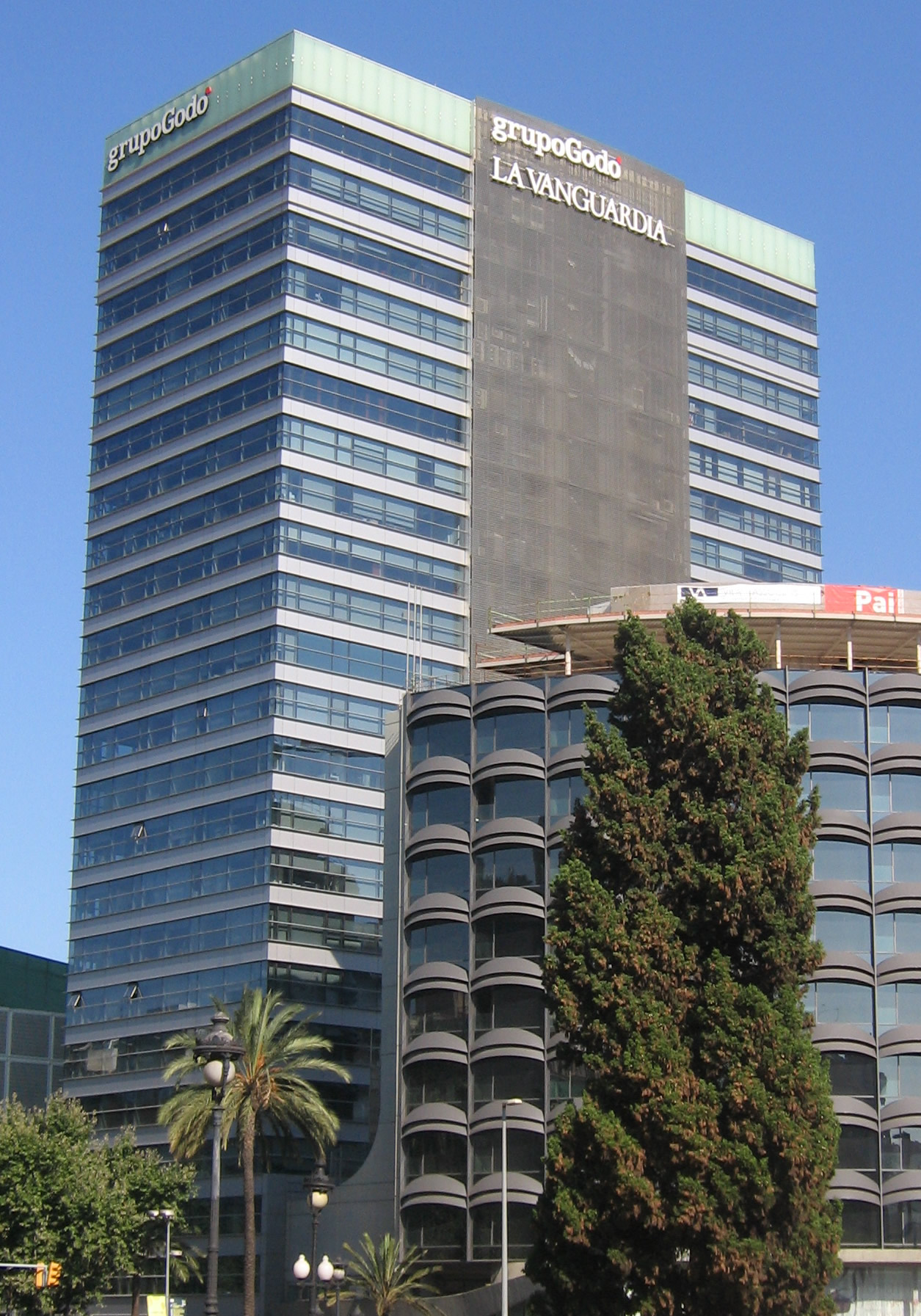
Het huidige kantoor

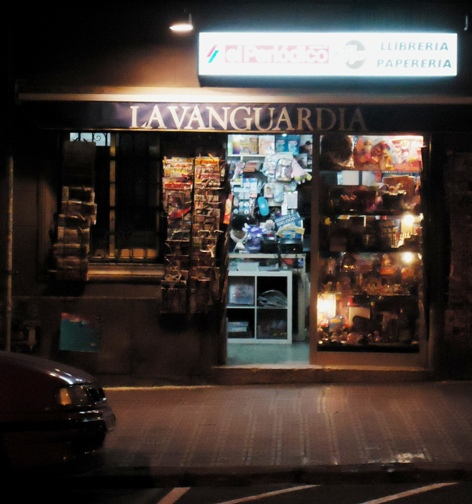
Een krantenwinkel in Barcelona

### Van partijblad tot kwaliteitskrant
Op 1 februari 1881 brengen de gebroeders Godó, twee ondernemers uit Igualada, de eerste editie van La Vanguardia uit, als onderdeel van de Liberale Partij van Barcelona. Zeven jaar later ontdoet de krant zich van de band met deze partij en gaat verder als onpartijdig, pluralistisch dagblad. De eerste editie in de nieuwe vorm komt uit op 1 januari 1888 ter gelegenheid van de wereldtentoonstelling die dat jaar in Barcelona gehouden wordt. 
Het dagblad ontwikkelt zich tot kwaliteitskrant en functioneert steeds meer als spreekbuis van de Catalaanse intellectuelen en de Catalaanse culturele wereld. In 1903 verhuizen de kantoren naar een modernista pand aan Carrer de Pelai, dat emblematisch wordt voor het dagblad en waar het iets meer dan een eeuw haar zetel zou hebben. 
Gedurende de Eerste Wereldoorlog is La Vanguardia de eerste Spaanse krant die een correspondent in zowel Parijs als Berlijn heeft en zo uitvoerig van beide kanten van het conflict verslag doet. Rond die tijd ontwikkelt ze zich tot grootste dagblad van Catalonië, met een oplage van 80.000 exemplaren. In het begin van de jaren 30, vlak voor de Spaanse Burgeroorlog, is de krant zelfs de belangrijkste van Spanje.

### Burgeroorlog en Francoregime
Tijdens de burgeroorlog wordt de krant genationaliseerd, en achtereenvolgens spreekbuis van de Generalitat de Catalunya en de Republiek, nadat deze haar zetel door het verloop van de oorlog naar Barcelona heeft moeten verplaatsen. Belangrijke intellectuelen, als Antonio Machado, Ilja Ehrenburg, André Malraux en Max Aub, allen begaan met de republikeinse zaak, schrijven in deze periode voor de krant.
De steun voor het republikeinse kamp komt de krant na de overwinning van de nationalisten onder leiding van Franco duur te staan. De naam wordt veranderd in La Vanguardia Española, en enkele jaren later werd de hoofdredactie vervangen door mensen die dicht bij Franco staan en uitgesproken tegen Catalonië en de Catalaanse zaak zijn. De krant maakt een zeer moeilijke tijd door waarin de oplage drastisch omlaag gaat. Niettemin weet de krant zich te handhaven, temeer omdat het een van de weinige Spaanse bladen is die zich tijdens de Tweede Wereldoorlog voor de geallieerden uitspreken. 
Als in de jaren zestig het regime zich iets versoepelt, streeft de krant er weer naar een open en pluralistisch dagblad te worden en naar het einde van het regime toe spreekt het zich zelfs openlijk uit voor het invoeren van democratie. Wat in 1978, na de dood van Franco en de invoering van een nieuwe grondwet, een feit wordt. De krant neemt haar oorspronkelijke naam, La Vanguardia, weer aan.

### Moderne krant
In de jaren tachtig investeert de krant fors in technische en typografische vernieuwingen en komt weer op de voorgrond van de Spaanse media te staan. Ze weet grote namen aan zich te binden en ontwikkelt een aansprekend aanbod van supplementen. Ook ontwikkelt de krant een zeer actuele website: lavanguardia.es. In 2004 verhuist de krant naar een nieuw kantoor aan de Avinguda Diagonal, in de buurt van de Plaça Francesc Macia. Sinds 2007 komt de krant op tabloidformaat uit.
De huidige eigenaar en hoofdredacteur van de krant is Javier Godó, graaf van Godó en achterkleinzoon van de oprichters van de krant, en dus de vierde generatie van een familie van redacteurs en uitgevers.

## Inhoud
Ondanks het feit dat de krant vrij is van banden met welke politieke beweging dan ook, wordt ze over het algemeen als centrumrechts, liberaal en regionalistisch beschouwd, sympathiserend met de ideeën van de Catalaanse partij CiU, maar welwillend tegenover de monarchie.
Hoewel de redactie van La Vanguardia in de Catalaanse hoofdstad Barcelona is gevestigd, verscheen zij tot 2011 enkel in het Spaans en niet in het Catalaans, in tegenstelling tot de andere grote Catalaanse krant, El Periódico de Catalunya, die in beide talen verschijnt. Ingezonden brieven in het Catalaans werden wel ongewijzigd in die taal geplaatst, en ook werden de namen van lokale instellingen in het Catalaans in de tekst opgenomen. Sinds 3 mei 2011, ter gelegenheid van het 130-jarig bestaan van de krant, verschijnt er ook een dagelijkse uitgave in het Catalaans.
Dagelijks komt het supplement vivir (leven) bij de krant uit, met divers nieuws uit de samenleving. Ook komen er in de provincies Girona en Tarragona regionale bijlages uit. Verder komen er wekelijks ook een aantal supplementen bij de krant uit, waaronder: Lunes Match (sport), Cultura's, Dinero ('geld', economie), es (lifestyle), Què Fem? (uitgaanssupplement met informatie over Barcelona en Catalonië) en TVmanía (televisiegids). Ook komt er elke zondag een magazine met de krant mee.

## Bereik
La Vanguardia geeft een hogere prioriteit aan nieuws uit Catalonië, maar richt zich op de nationale Spaanse markt. Qua oplage is het de vierde krant van het land, na El País, El Mundo en ABC, die alle in Madrid worden uitgegeven. La Vanguardia is het dagblad met de grootste oplage dat buiten Madrid wordt uitgegeven, en ook het meest gelezen dagblad van Catalonië.

### Oplage
In de periode juli 2009 tot juni 2010 had de krant een gemiddelde dagelijkse oplage van 231.287 exemplaren. Met 65.000 abonnees was het de Spaanse krant die de meeste abonnementen verkocht had. De krant komt van de pers in drukkerijen in Barcelona, Madrid en voor de Europese markt in België.
De prijs van de krant is € 1,20 op maandag tot en met zaterdag, en € 2,20 op zondag. In Nederland en België kost de krant € 2,-.